# Christian Armas
Christian Armas (Tepic, Nayarit, 13 de enero de 1986) es un exfutbolista mexicano

## Trayectoria
Debutó en el Apertura 2005 profesionalmente, a los 18 años de edad, con el Club Deportivo Guadalajara, en un partido contra el Atlante. Estuvo un año en la institución chivista.
Sin mucha actividad con el primer equipo, Armas sale a reforzar unos diezmados Jaguares de Chiapas en el Apertura 2006. Actualmente continúa en Peñarol la Mesilla y juega con el número 2 en la casaca.

## Clubes
| Club               | País      | Año             |
| ------------------ | --------- | --------------- |
| Chivas             | México    | 2005 - 2006     |
| Jaguares           | México    | 2006 - 2010     |
| Peñarol La Mesilla | Guatemala | 2010 - Presente |

- Datos: Q5109292